# Damian Hollis
Damian Angelo Hollis (Fort Lauderdale, 19 agosto 1988) è un cestista statunitense con cittadinanza ungherese, che gioca come ala.

## Biografia
È il figlio di Essie Hollis ex cestista.

## Palmarès

### Squadra
- Coppa Italia LNP: 1

Pallacanestro Biella: 2014
- Campionato italiano dilettanti: 1

Brescia Leonessa: 2015-16
- Coppa di Portogallo: 1

Benfica: 2017
- Liga Portuguesa de Basquetebol: 1

Benfica: 2017
- Taça da Liga/Taça Hugo Dos Santos: 1

Benfica: 2017

### Individuale
- MVP della Coppa Italia LNP: 1

Pallacanestro Biella: 2014
- MVP delle Finali Playoff 2016: 1

Brescia Leonessa: 2015-16